# The Savage Innocents
The Savage Innocents is een Frans-Italiaans-Britse avonturenfilm uit 1960 onder regie van Nicholas Ray. Het scenario is gebaseerd op de roman Top of the World (1950) van de Zwitserse auteur Hans Ruesch.

## Verhaal
Een Eskimo die nog nooit een blanke heeft gezien, doodt per ongeluk een missionaris. Hij moet vluchten voor de politie om zelf niet te worden gedood.

## Rolverdeling
| Acteur           | Personage                   |
| ---------------- | --------------------------- |
| Anthony Quinn    | Inuk                        |
| Yôko Tani        | Asiak                       |
| Carlo Giustini   | Politieagent                |
| Peter O'Toole    | Politieagent                |
| Marie Yang       | Powtee                      |
| Marco Guglielmi  | Missionaris                 |
| Kaida Horiuchi   | Imina                       |
| Lee Montague     | Ittimargnek                 |
| Andy Ho          | Anarvik                     |
| Yvonne Shima     | Lulik                       |
| Anthony Chinn    | Kiddok                      |
| Francis De Wolff | Eigenaar van de handelspost |
| Michael Chow     | Undik                       |
| Ed Devereaux     | Piloot                      |
| Nicholas Stuart  | Commentator                 |